# Diaspora FM
Diaspora FM est une station de radio privée située dans l'arrondissement de Golo-Djigbé, commune d'Abomey-Calavi, département de l'Atlantique au Bénin. Créée en 2013, elle diffuse ses programmes sur la fréquence des 102.3 MHz en bande FM.

## Histoire de la radio
Diaspora FM est née suivant la procédure des médias de droits béninois. Elle est créée par l’homme d’affaires béninois Samuel DOSSOU-AWORET. En 2013, dans le cadre de l'attribution de nouvelles fréquences aux chaînes de télévisions et radios lancée par la haute autorité de l'audiovisuel et de la communication (HAAC), plusieurs promoteurs et hommes d'affaires profitent de l'initiative pour obtenir des licences. À l’époque, Diaspora FM a fait partie des 51 soumissionnaires dont les dossiers d'appel à candidature furent dépouillés le 31 janvier 2013,. Le promoteur a fait la demande de deux fréquences. A savoir: une pour Benin Eden TV et une autre pour Diaspora FM.
Diaspora FM émet depuis le quartier Golo-Djigbé à Abomey-Calavi, une commune du Bénin situé dans le département de l'Atlantique.

## Diffusion
Les programmes de Diaspora FM sont diffusés en bande FM sur la fréquence de 102.3 MHz dans le Nord du Bénin<. La chaîne a pour cibles, les béninois au Bénin ainsi que les expatriés. La chaîne propose des contenus et actualités axés sur plusieurs thématiques comme la santé, l’environnement, la société, la technologie, l'économie, la Politique, le sport ainsi que l'éducation. Elle diffuse également ses programmes sur certaines plateformes de streaming.

## Émission
Diaspora FM est une chaîne de radio qui émet du lundi au vendredi avec les émissions suivantes : 
- Info, News
- L’autre école
- Rendez-vous Aizo
- Hotadji
- La Musicale Info